# Ems (geologia)
| system                            | oddział          | piętro  | wiek (mln lat) |
| --------------------------------- | ---------------- | ------- | -------------- |
| karbon                            | wczesny missisip | turnej  | młodsze        |
| dewon                             | górny            | famen   | 372,2–358,9    |
| dewon                             | górny            | fran    | 382,7–372,2    |
| dewon                             | środkowy         | żywet   | 387,7–382,7    |
| dewon                             | środkowy         | eifel   | 393,3–387,7    |
| dewon                             | dolny            | ems     | 407,6–393,3    |
| dewon                             | dolny            | prag    | 410,8–407,6    |
| dewon                             | dolny            | lochkow | 419,2–410,8    |
| sylur                             | przydol          | przydol | starsze        |
| Podział według ICS, wrzesień 2023 |                  |         |                |

Ems (ang. Emsian)
- w sensie geochronologicznym – najmłodszy wiek epoki dewonu wczesnego, trwający około 9,5 miliona lat (od 407,0 ± 2,8 do 397,5 ± 2,7 mln lat temu). Ems jest młodszy od pragu a starszy od eiflu.

- w sensie chronostratygraficznym – najwyższe piętro dewonu dolnego, leżące powyżej pragu, a poniżej eiflu. Nazwa pochodzi od miasta Bad Ems koło Koblencji (zachodnie Niemcy). Stratotyp dolnej granicy emsu znajduje się w Zinzil'ban Gorge (170 km na SSE od Samarkandy, Uzbekistan). Granica oparta jest na pierwszym pojawieniu się konodonta Polygnathus kitabicus Yolkin, Weddige, Izokh et Erina, 1994.